# Johnson Charles
Johnson Charles (* 14. Januar 1989 in Castries, St. Lucia) ist ein lucianischer Cricketspieler, der seit 2011 für das West Indies Cricket Team spielt.

## Aktive Karriere
Gute Leistungen für die Windward Islands im west-indischen Cricket machte die Selektoren aufmerksam. So gab er sein Twenty20-Debüt für die West Indies im September 2011 in England. Im März 2012 folgte in der ODI-Serie gegen Australien sein Debüt in diesem Format. Er wurde für den ICC World Twenty20 2012 nominiert und konnte dort ein Fifty über 84 Runs gegen England erreichen, wofür er als Spieler des Spiels ausgezeichnet wurde. Damit ermöglichte er den Halbfinal-Einzug und die West Indies konnten dann im Turnier ins Finale einziehen, wo sie sich gegen Sri Lanka die Weltmeisterschaft sicherten. Im Februar 2013 erzielte er zunächst ein Century in der ODI-Serie in Australien über 100 Runs aus 121 Bällen, bevor er gegen Simbabwe ein weiteres Century über 130 Runs aus 111 Bällen erreichen konnte. Bei der ICC Champions Trophy 2013 gelangen ihm in der Vorrunde gegen Indien ein Fifty über 60 Runs. Nach dem Turnier kam Indien zu einem Drei-Nationen-Turnier in die West Indies, wo ihm ein Fifty (97 Runs) gegen sie gelang und er als Spieler des Spiels ausgezeichnet wurde. Er wurde für den ICC World Twenty20 2014 nominiert, kam dort jedoch nicht zum Einsatz. Beim Cricket World Cup 2015 erhielt er eine Nachnominierung, als Darren Bravo verletzt aus dem Turnier ausscheiden musste. Dort konnte er mit 55 Runs ein Fifty gegen die Vereinigten Arabischen Emirate erreichen und so den Viertelfinaleinzug sichern.
Im November 2015 erzielte er in den ODIs in Sri Lanka 83 Runs. Beim ICC World Twenty20 2016 wurde er ebenfalls als Ersatz für Darren Bravo nominiert. Dort konnte er im Halbfinale gegen Indien mit einem Fifty über 52 Runs den West Indies helfen ins Finale einzuziehen. Dort sicherten die West Indies gegen England erneut den Weltmeistertitel. Im August 2016 erreichte er in einer Twenty20-Serie gegen Indien ein weiteres Fifty (79 Runs). Jedoch wurde er kurz darauf aus dem Kader gestrichen und in den folgenden Jahren spielte er in mehreren Twenty20-Ligen weltweit. Seine Leistungen in der Caribbean Premier League 2022 sorgten dann dafür, dass er im September 2022 wieder für die West Indies nominiert wurde. So war er Teil des Kaders für den ICC Men’s T20 World Cup 2022, wobei ihm als beste Leistung 45 Runs gegen Simbabwe gelangen. Im März 2023 erreichte er in Südafrika ein Century über 118 Runs aus 46 Bällen in den Twenty20s. So kam er in der Saison 2016 auch wieder zurück ins ODI-Team, wo er zunächst ein Fifty (63 Runs) in den Vereinigten Arabischen Emiraten. Beim ICC Cricket World Cup Qualifier 2023 erzielte er in der Vorrunde gegen die Vereinigten Staaten (66 Runs) und die Niederlande (54 Runs) und trug damit zum Einzug in die Super-Six-Runde bei. Dort jedoch scheiterten die West Indies an der Weltmeisterschafts-Qualifikation. Ein Jahr später wurde er für den ICC Men’s T20 World Cup 2024 nominiert.